# Walerian I

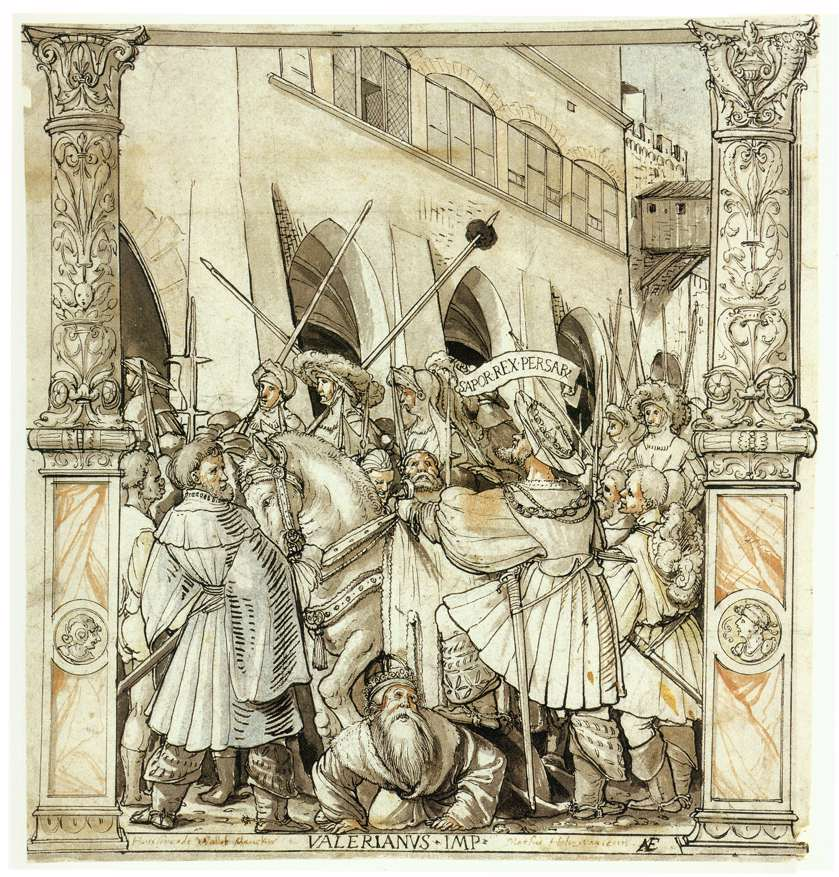
Upokorzenie cesarza Waleriana przez Szapura według XVI-wiecznego wyobrażenia (Hans Holbein Młodszy)

Walerian, łac. Publius Licinius Valerianus, Imperator Caesar Publius Licinius Valerianus Augustus (ur. około 193/200, zm. po 262) – cesarz rzymski w latach 253–260, zwany też Walerianem I lub Starszym.
Jego małżonką była Maryniana (Egnatia Mariniana), z którą przypuszczalnie miał dwóch synów: Galiena i Waleriana Młodszego, a która najpewniej już nie żyła, gdy został ogłoszony cesarzem. Pozostawił po sobie niesławną pamięć jedynego z rzymskich władców, który dostał się do niewoli i w niej zmarł.

## Życiorys
Pochodził z senatorskiego rodu z Etrurii. Przed rokiem 238 został konsulem, prawdopodobnie za panowania Aleksandra Sewera (222–235). W 238 roku stanął po stronie Gordiana podczas rebelii przeciwko Maksyminowi Trakowi i został wpływowym senatorem. Cesarz Decjusz powierzył mu opiekę nad swoim synem, małoletnim współcesarzem, Hostylianem podczas cesarskich kampanii wojennych nad Dunajem. W trakcie jednej z kampanii Decjusza podjętej przeciw Gotom Walerian stłumił antycesarską rebelię Juliusza Walensa Licjanusza.
Także podczas rebelii Emiliana przeciwko Trebonianowi Gallusowi w 253 opowiedział się za prawowitym cesarzem, któremu szedł na pomoc na czele legionów z Recji i znad Renu. Nie zdołał jednak połączyć się z armią cesarską, gdy doszła go wieść o zamordowaniu Treboniana przez jego własnych żołnierzy. Podlegli mu legioniści obwołali 58-letniego Waleriana cesarzem. Do starcia Waleriana z Emilianem nie doszło, ponieważ uzurpator zginął z rąk żołnierzy, którzy przeszli na stronę zwycięzcy. Pod koniec 253 roku senat potwierdził wybór Waleriana na imperatora, który wyznaczył swego syna Galiena na współrządcę i powierzył mu reńską granicę imperium. Już pierwsze lata panowania przyniosły imperium liczne najazdy barbarzyńców w Anatolii, jak i w zachodniej części państwa. Walerian wspólnie z Galienem prowadził wojny z Frankami, Gotami, Alamanami i Persami.
Imperator początkowo sprzyjał chrześcijanom, ale pod wpływem ambitnego prefekta pretorianów Makrianusa rozpoczął prześladowania chrześcijan w 257 i 258 roku, których działalność uważał za szkodliwą dla tradycyjnej rzymskiej religii i interesu państwa. Zmiana polityki wobec nowej religii mogła być podyktowania chęcią odwrócenia uwagi obywateli rzymskich od klęsk ponoszonych przez rzymski oręż.
Podczas jednej z wojen z Sasanidami, gdy Persowie zajęli Mezopotamię, Walerian wyruszył przeciwko dowodzącemu nimi królowi Szapurowi I. Relacje kronikarzy co do wydarzeń tej wojny nie są zgodne. W 259 lub 260 roku cesarz dostał się do niewoli: według inskrypcji króla perskiego stało się to w czasie bitwy pod Edessą, według późniejszych relacji rzymskich w trakcie negocjacji rozejmowych. Nie wiadomo, ile lat Walerian spędził w niewoli. Wiadomo tylko, że z niej nie wrócił i miał w jej trakcie doświadczać ciągłych upokorzeń: król perski korzystał z pojmanego cesarza jako podnóżka przy dosiadaniu konia. Według innej wersji Szapur I pokonał Waleriana w 260 roku, wziął go do niewoli, następnie zamordował a ciało wystawił na widok publiczny.